# الدوري النرويجي الممتاز 2000
الدوري النرويجي الممتاز 2000 (بالنرويجية: Tippeligaen 2000) هو الموسم 56 من  الدوري النرويجي الممتاز. أقيم خلال الفترة 8 أبريل 2000 وحتى 22 أكتوبر 2000، وكان عدد الأندية المشاركة فيه  14، وفاز فيه نادي روسنبورغ.